# Abdullah bin Abdul Kadir

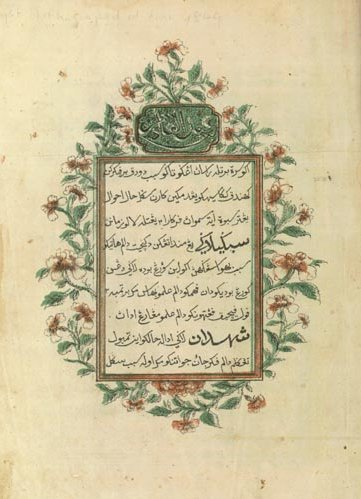
Seite der Hikayat Abdullah

Abdullah bin Abdul al Kadir (* 1796; † 1854) (arabisch: عبد الله بن عبد القادر 'Abd Allāh bin 'Abd al-Qādir) auch bekannt als Munshi Abdullah, war ein malaiischer Schriftsteller gemischter Abstammung. Er war ein berühmter in Malakka geborener Munshi aus Singapur und starb in Jeddah, einem Teil des Osmanischen Reiches.
Munshi Abdullah wurde im Volksmund als einer der kultiviertesten Malaien, die jemals geschrieben haben, einer der größten Innovatoren in malaiischen Briefen und der Vater der modernen malaiischen Literatur angesehen.
Der Begriff Munshi bedeutet Lehrer oder Erzieher. Munshi Abdullah war ein Urenkel eines arabischen Hadhrami-Händlers und hatte auch tamilische und in geringerem Maße malaiische Abstammung. Aufgrund seines ethnischen und religiösen Hintergrunds würden die Malaien ihn als Jawi Peranakan oder Jawi Pekan bezeichnen.
Munshi Abdullah folgte dem Karriereweg seines Vaters als Übersetzer und Lehrer von Kolonialbeamten im malaiischen Archipel, hauptsächlich den Briten und den Niederländern.
J.T. Thomson, ein Zeitgenosse von Abdullah, beschrieb ihn folgendermaßen: „In der Physiognomie war er ein Tamilianer des südlichen Hindustan: leicht nach vorne gebeugt, sparsam, energisch, Bronze im Teint, oval, hochnasig, ein Auge schielend ein wenig nach außen. Er kleidete sich im üblichen Stil der Malakka Tamilen. Acheen seluar, kariert Sarong, bedrucktes Baju, quadratische Totenkopfkappe und Sandalen. Er hatte die Kraft und den Stolz der Araber, die Beharrlichkeit und Subtilität des Hindoo – nur in Sprache und nationaler Sympathie war er ein Malaie.“

## Leben
Munshi Abdullah wurde in Kampung Pali (heute: Kampung Ketek) in Malakka von Eltern tamilischer und jemenitischer Abstammung geboren. Er war der jüngste von fünf Söhnen. Alle seine Brüder starben im Kindesalter. Er war die meiste Zeit krank und seine Mutter kümmerte sich sehr um ihn. Gemäß den üblichen Praktiken der malaiischen Gemeinschaft dieser Zeit wurde er von verschiedenen Personen betreut, da festgestellt wurde, dass ein Kind mit schlechter Immunität gegen Krankheiten von anderen Betreuern als seinen biologischen Eltern betreut werden sollte. Munshi Abdullah kritisierte die Praxis, wie in Hikayat Abdullah beschrieben. Er wurde Lehrer, zuerst indem er Malaiisch den indischen Soldaten der Garnison Malakka beibrachte. Anschließend unterrichtete er britische und amerikanische Missionare und Geschäftsleute die malaiische Sprache. Als Nächstes wurde er Funktionär in den Straits Settlements. Er wurde Schreiber und Kopist für Sir Stamford Raffles, gefolgt von 1815 Übersetzer der Evangelien und anderer Texte für die London Missionary Society. Er arbeitete auch mit dem American Board of Missions zusammen.
Abdullah segelte 1854 von Singapur nach Mekka mit der Absicht, die Hadsch-Pilgerreise abzuschließen. Er starb kurz nach seiner Ankunft in Mekka an Cholera und bevor er seine Pilgerreise abschließen konnte, irgendwann zwischen dem 8. und 18. Mai 1854. Er war zum Zeitpunkt seines Todes 59 Jahre alt. Die Kisah pelayaran Abdullah dari Singapura sampai ke Mekah („Die Geschichte von Abdulllahs Reise von Singapur nach Mekka“), eines von Abdullahs weniger bekannten Werken, zeichnet seine Erfahrungen auf der Reise nach Mekka auf. Es gibt einige Kontroversen über die genaue Zeit und den Ort seines Todes, wobei einige Gelehrte argumentieren, dass er im Oktober 1854 im Alter von 58 Jahren in Dschidda starb, bevor er Mekka erreichte.

## Arbeiten
Seine Schreibkarriere begann, nachdem ein Missionar Alfred North ihn ermutigt hatte, eine Autobiografie zu schreiben, nachdem er Abdullahs Bericht über eine Reise entlang der Ostküste Malayas gelesen hatte. Seine wichtigsten Werke sind der Hikayat Abdullah (eine Autobiografie), Kisah Pelayaran Abdullah ke Kelantan (ein Bericht über seine Reise für die Pilgerreise nach Kelantan) und Kisah Pelayaran Abdullah ke Mekah (eine Erzählung seiner Pilgerreise nach Mekka 1854). Seine Arbeit war eine Inspiration für zukünftige Generationen von Schriftstellern und markiert eine frühe Phase des Übergangs von der klassischen malaiischen Literatur zur modernen malaiischen Literatur.
Hikayat Abdullah war das wichtigste literarische Werk von Munshi Abdullah. Es wurde 1843 fertiggestellt und erstmals 1849 veröffentlicht, was es zu einem der ersten malaiischen literarischen Texte macht, die kommerziell veröffentlicht wurden. Abdullahs Urheberschaft wurde in diesem Text prominent dargestellt und der Inhalt wurde auf einfaches, zeitgenössisches Malaiisch vermittelt. Im Gegensatz zu typischen, klassischen malaiischen literarischen Werken, die Fantasien und legendäre Geschichten enthalten, war Abdullahs Werk realistisch. Das Buch ist bis heute eine zuverlässige und genaue Referenz zur frühen malaiischen Geschichte.
Abdullah war als glühender Kritiker des malaiischen politischen Systems von Kerajaan („Königschaft“) bekannt. Seine Arbeit, Kisah Pelayaran Abdullah ke Kelantan, enthielt seinen Rat an malaiische Herrscher und Vergleiche, die er zwischen dem britischen Regierungssystem und dem der malaiischen Herrscher anstellte.
Abdullah argumentierte, dass das System von Kerajaan dem malaiischen Individuum nachteilig sei, da es ein Hindernis für die soziale Verbesserung der Malaien sei. Der malaiische Sultan galt als jemand, der egoistisch war, ohne Rücksicht auf seine Untertanen, insofern sie wie Tiere und nicht wie Menschen behandelt wurden.
Die Idee der Moderne und des Strebens nach Exzellenz innerhalb der malaiischen Gemeinschaft entstand aus seinen Ideen und seiner scharfen Kritik am alten malaiischen Gemeinwesen der Kerajaan. Unter den Kerajaan wurden die Malaien der Bildung beraubt und daher leicht unterdrückt. Ohne Bildung hatten sie nicht die Fähigkeit, die ihnen entgegengebrachte Ungerechtigkeit in Frage zu stellen, und konnten nicht die Initiative ergreifen, um Veränderungen einzuleiten, um ihr Leben zu verbessern.
Obwohl die Verurteilung übertrieben sein mag, waren Munshi Abdullahs Anschuldigungen nicht unbegründet. Er wird von vielen als der erste malaiische Journalist angesehen, der malaiische Literatur aus ihrer Beschäftigung mit Volksgeschichten und Legenden in genaue historische Beschreibungen nimmt.

## Vermächtnis
Eine Statue von ihm wurde neben mehreren lokalen singapurischen Figuren in Raffles' Landing in der Nähe des Singapore River errichtet, um der zweihundertjährigen Gründung des modernen Singapurs im Jahr 2019 zu gedenken.

### Nach ihm benannte Orte
- Jalan Munshi Abdullah in der Innenstadt von Kuala Lumpur, im Bezirk Dang Wangi in der Nähe von Jalan Tuanku Abdul Rahman und Masjid Jamek. Diese Straße verbindet Jalan Ampang mit Jalan Dang Wangi.

- Jalan Munshi Abdullah (ehemals Newcome Road) im historischen Kern von Melaka, Teil des National highway 5.

- Munshi Abdullah Avenue und Munshi Abdullah Walk in einem Wohngebiet namens Teachers' Estate in der Nähe der Upper Thomson Road, Singapur.

- Jalan Munshi Abdullah im Wohngebiet Taman Abidin, Bezirk Jelutong, George Town, Penang.